# Miguel María Jalón y Larragoiti
Miguel María Jalón y Larragoiti (Burgos, 1829-Cáceres, 1901) fue un político español.

## Biografía
Nació en la ciudad de Burgos el día 3 de enero de 1829. Fueron sus padres Joaquín Jalón de Ulloa y Josefa Larragoiti, marqueses de Castrofuerte, cuyo título heredó y pasó a manos de su hermano Eduardo tras su muerte. Su familia le envió al Instituto de Burgos, donde estudió filosofía, y después a Valladolid, en cuya universidad siguió la carrera de jurisprudencia. Obtuvo el título de abogado en 1857, y al siguiente año de doctor en la Central de Madrid.
Contrajo matrimonio en 1859 con Mercedes Aponte y Ortega, marquesa de Torreorgaz. En las elecciones por provincias de 1865 fue elegido diputado por las de Burgos y Cáceres, habiendo optado por esta última. Perteneció en aquellas Cortes a la oposición liberal contra el gobierno de O'Donnell. En septiembre de 1868 fue individuo de la Junta revolucionaria de Cáceres y comisionado por la misma, en unión de Godínez de Paz, para que conferenciara con el Gobierno provisional, residente en Madrid.
Celebradas las elecciones por sufragio universal masculino el 15 de enero de 1869, fue elegido diputado por la circunscripción de Cáceres, ocupando el primer lugar entre los nombrados por aquella circunscripción, con un total de 19 172 votos. En las Cortes Constituyentes formaba parte del grupo de los monárquicos. También fue más adelante senador. Falleció el 20 de enero de 1901 en Cáceres y fue enterrado en el cementerio de Nuestra Señora de la Montaña.